# Charles của Luxembourg
Charles của Luxembourg (Charles Jean Philippe Joseph Marie Guillaume; sinh ngày 10 tháng 5 năm 2020) là con duy nhất của Đại công thế tử Guillaume và Đại công thế tử phi Stéphanie. 